# Eleitorado da Saxônia
O Eleitorado da Saxônia ou Eleitorado da Saxónia (alemão: Kurfürstentum Sachsen) ou Ducado da Alta Saxônia foi um eleitorado hereditário independente do Sacro Império Romano de 1356 a 1806. Ele foi o estado sucessor do Ducado de Saxe-Wittenberg e foi substituído na época napoleônica pelo Reino da Saxônia (1806).